# Николаев, Иван Николаевич (Герой Советского Союза)
Ива́н Никола́евич Никола́ев (26 сентября 1921, дер. Дубки, Псковская губерния — 5 апреля 2005, Киев) — майор Советской Армии, участник Великой Отечественной войны, Герой Советского Союза (1945).

## Биография
Иван Николаев родился 26 сентября 1921 года в деревне Дубки (ныне — Островский район Псковской области). Русский. После окончания десяти классов школы работал в совхозе. В январе 1942 года Николаев был призван на службу в Рабоче-крестьянскую Красную Армию. С марта того же года — на фронтах Великой Отечественной войны.
К августу 1944 года гвардии старший сержант Иван Николаев был комсоргом батальона 247-го гвардейского стрелкового полка 84-й гвардейской стрелковой дивизии 11-й гвардейской армии 3-го Белорусского фронта. Отличился во время форсирования Немана. 15 августа 1944 года Николаев первым в своём полку переправился через Неман и принял активное участие в боях за захват и удержание плацдарма на его западном берегу. В тех боях он получил ранение, но продолжал сражаться.
Указом Президиума Верховного Совета СССР от 24 марта 1945 года за «мужество и героизм, проявленные при форсировании Немана и удержании плацдарма», гвардии старший сержант Иван Николаев был удостоен высокого звания Героя Советского Союза с вручением ордена Ленина и медали «Золотая Звезда» за номером 2879.
После окончания войны Николаев продолжил службу в Советской Армии. В 1955 году он окончил Военно-политическую академию. В 1962 году в звании майора Николаев был уволен в запас. Проживал в Киеве. Умер 5 апреля 2005 года, похоронен на Берковецком кладбище Киева.
Был также награждён орденами Отечественной войны 1-й степени и Красной Звезды, рядом медалей.